# Beta, Harghita
Beta (maghiară Béta) este un sat în comuna Mugeni din județul Harghita, Transilvania, România.

## Imagini

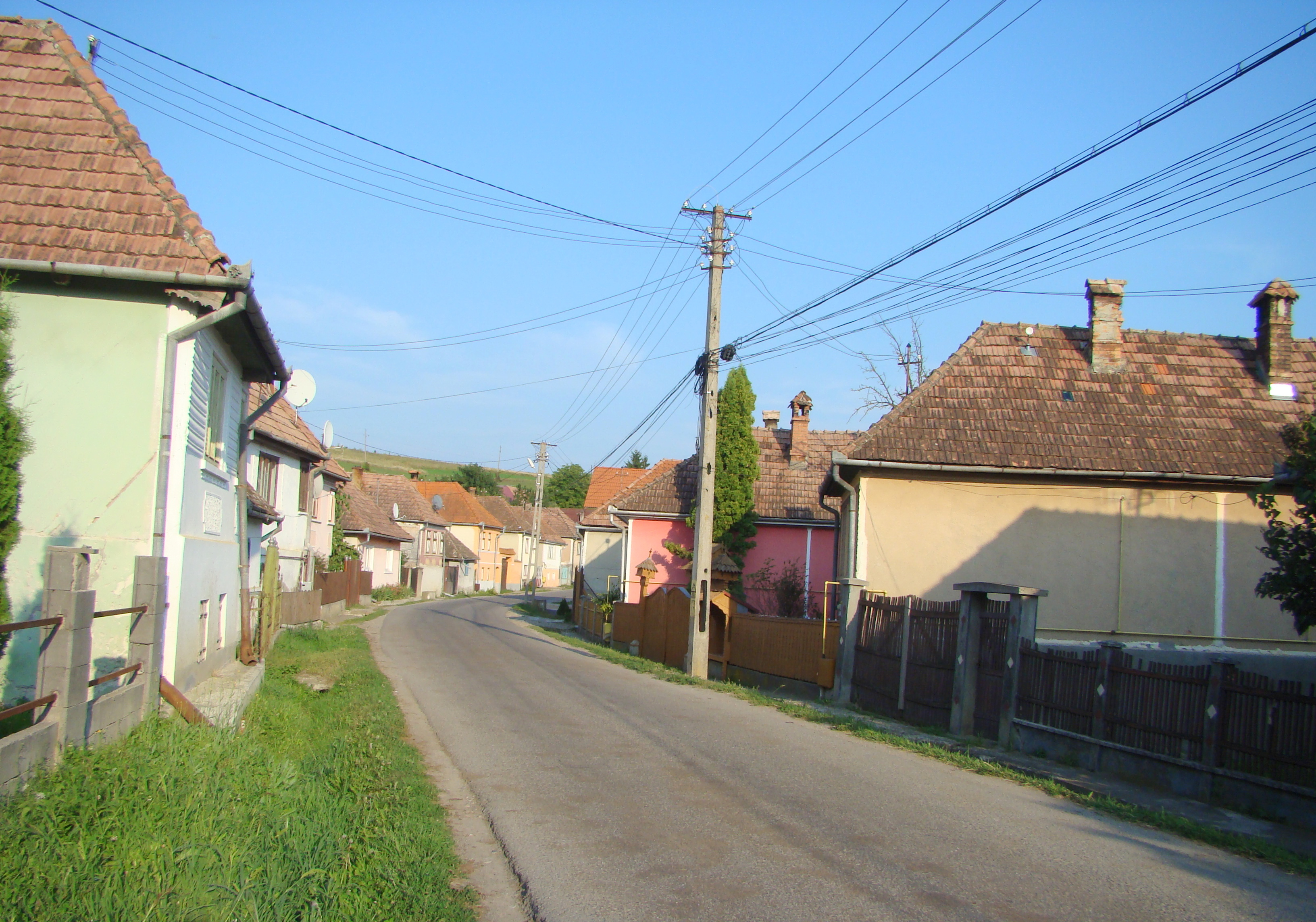
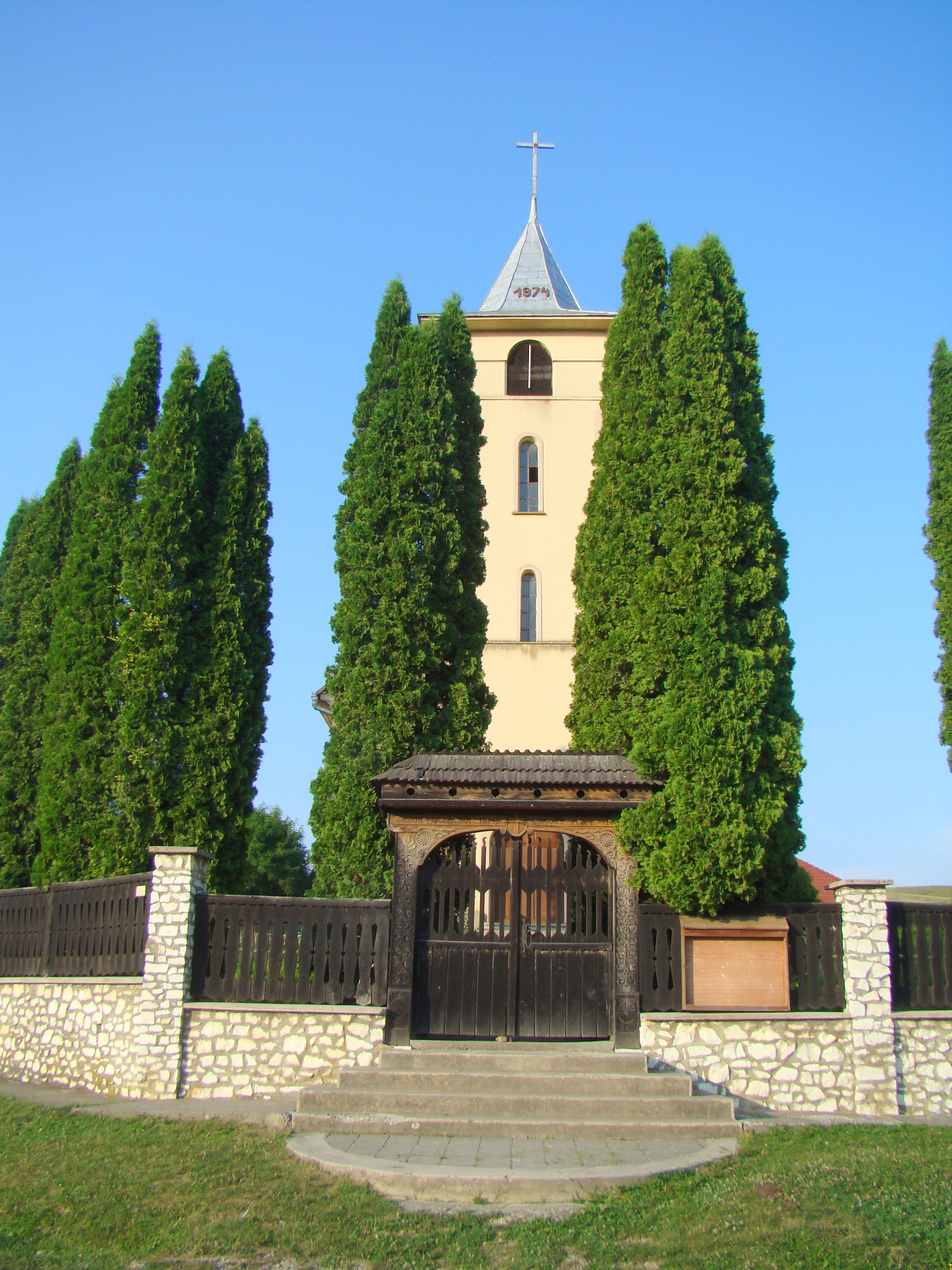
Biserica romano-catolică
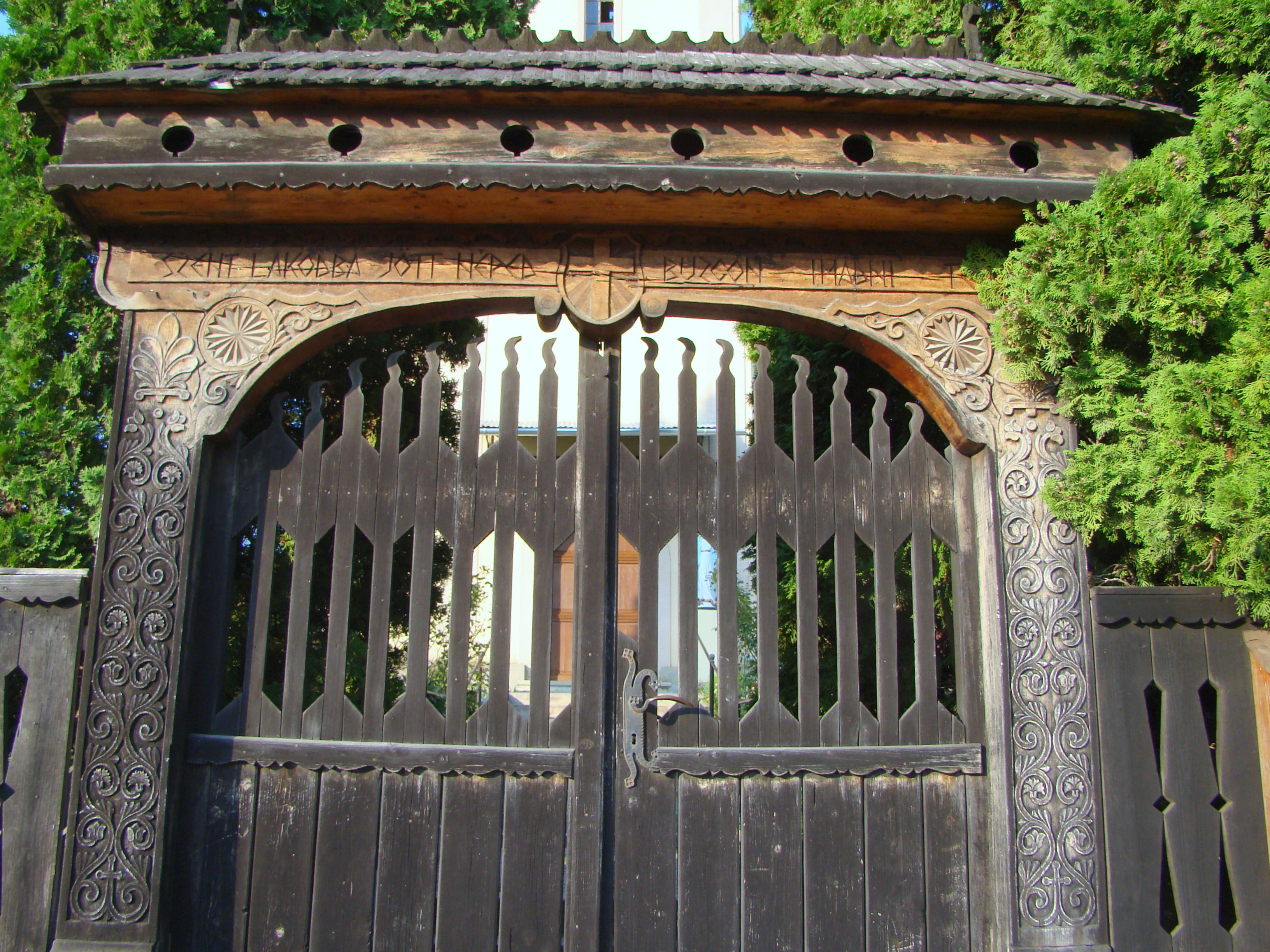
Poarta de lemn a bisericii romano-catolice
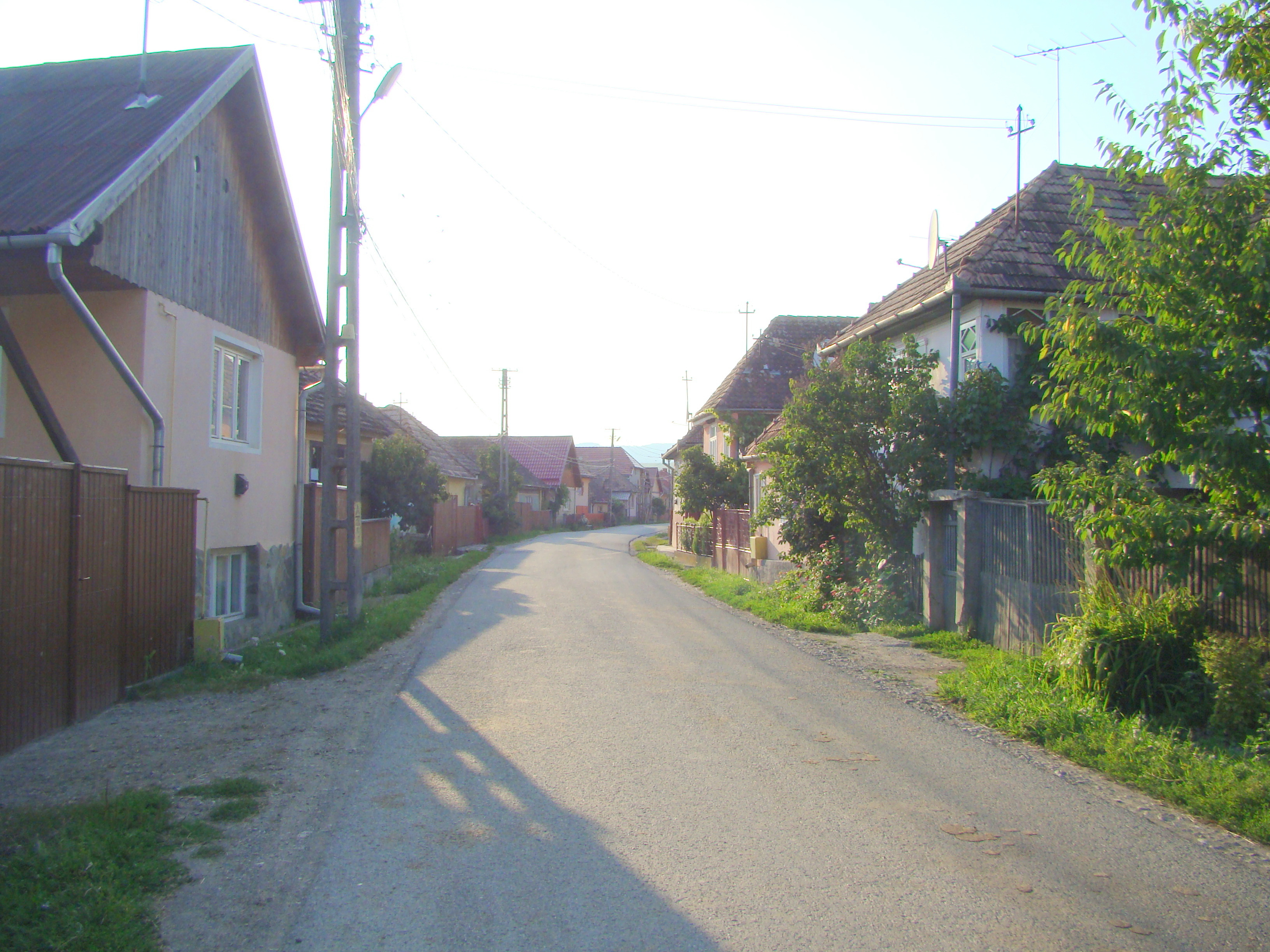

 Acest articol despre o localitate din județul Harghita este deocamdată un ciot. Puteți ajuta Wikipedia prin completarea lui.